# Tā moko

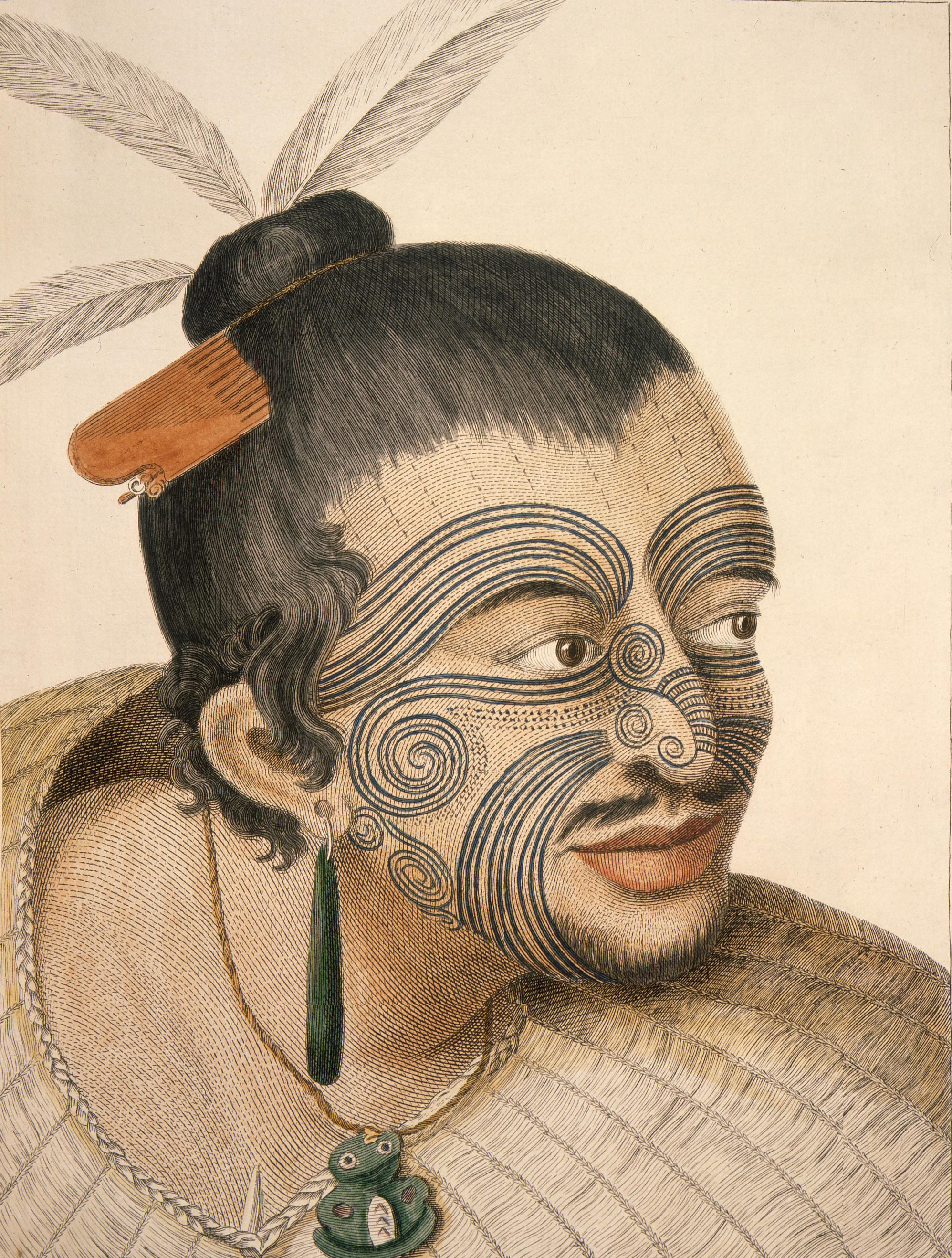
Maori főnök, a 18. század vége felé

A tā moko egy tartós új-zélandi maori test- és arcdíszítő eljárás. Abban különbözik a tetoválástól, hogy a bőr egy uhi nevű eszközzel (egyfajta vésőszerű tárggyal) felmetszve, nem pedig szurkálással. Ez a módszer barázdákat hagy a bőrön, nem pedig olyan simaságot, mint a tetoválás.
A maorik ezt a módszert kelet-polinéziai őshazájukból hozták magukkal, és hasonló a más polinéz vidékeken használt jelölésekhez. Az európaik érkezése előtt azok a maorik, akik nem rendelkeztek tā mokóval, az azt jelentette, hogy alacsonyabb társadalmi státuszuk van. A mokó megszerzése emellett egy jelentős lépés is volt a gyerekkor és a felnőttkor határán, így számos rituálé is tartozott hozzá. A társadalmi állás mellett egy másik oka is volt a viselésének: a nők sokkal szebbnek tartották a tā mokót viselő férfiakat. A férfiak általában az arcukra, farukra (raperape) és a combjukra (puhoro) kaptak mokót. A nők az ajkukra (kauae) vagy az állukra kaptak mokót. Más testrészek, ahova kerülhetett még mokó: a nők háta, homloka, fara, combja, nyaka, valamint a férfiak háta, hasa és lábfeje.

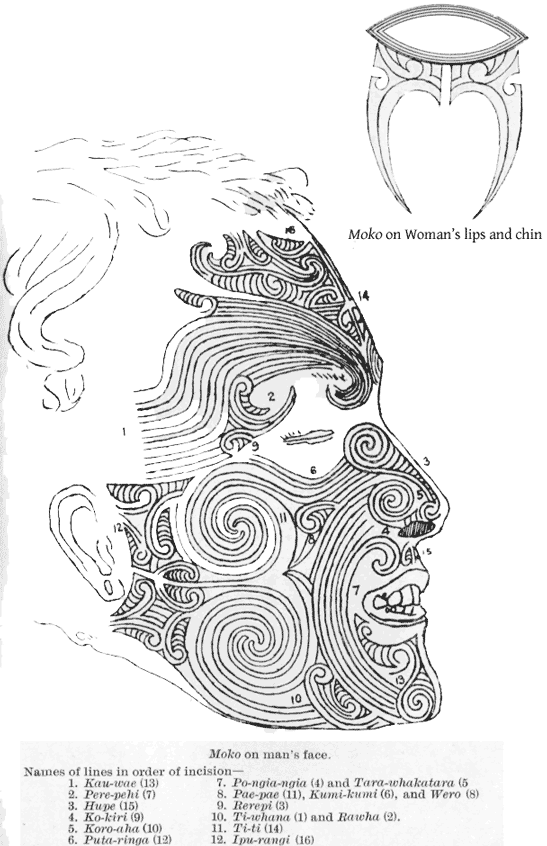
Maori Moko, 1908

## Források

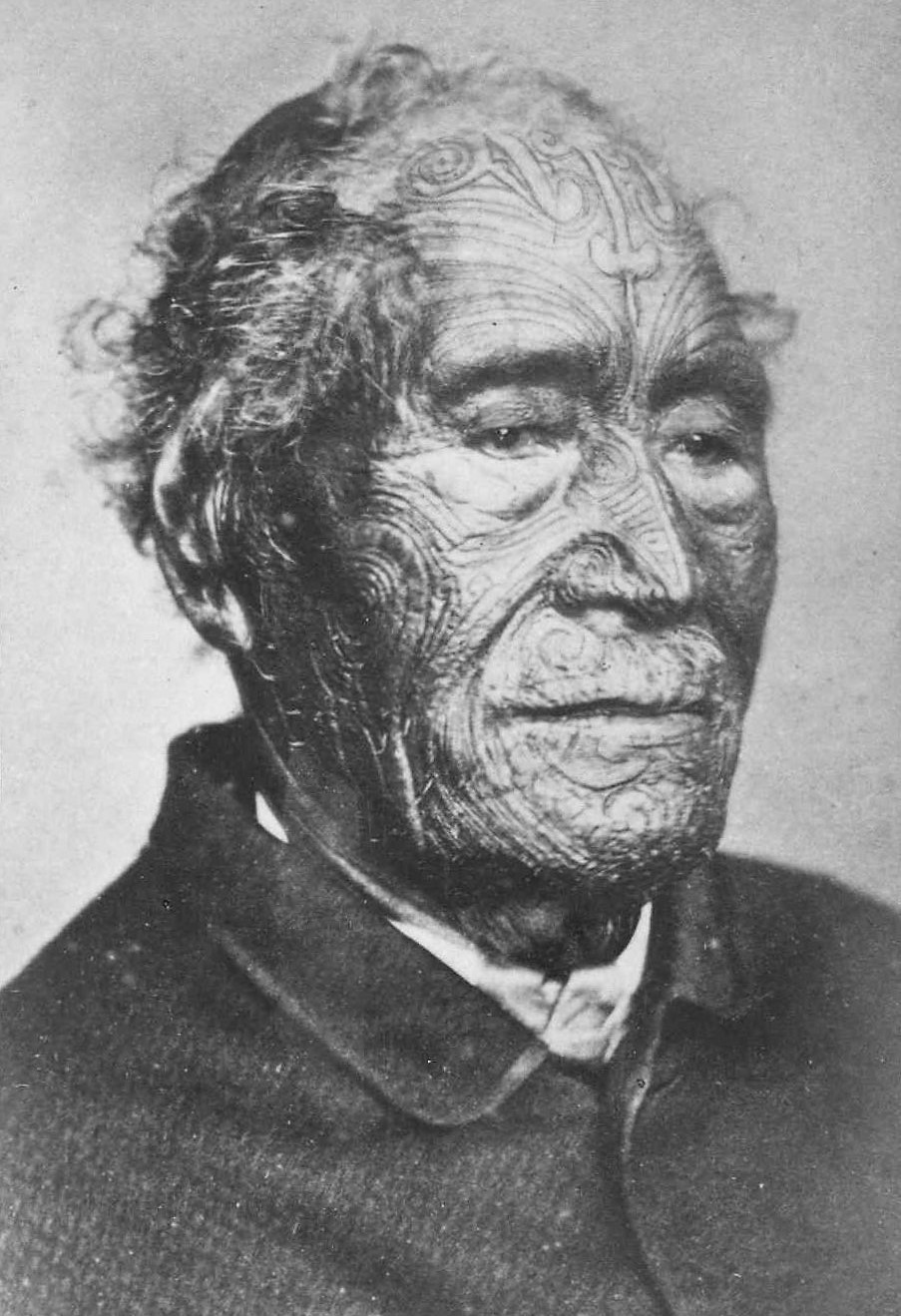
Mokó 1870-ből